# Magners

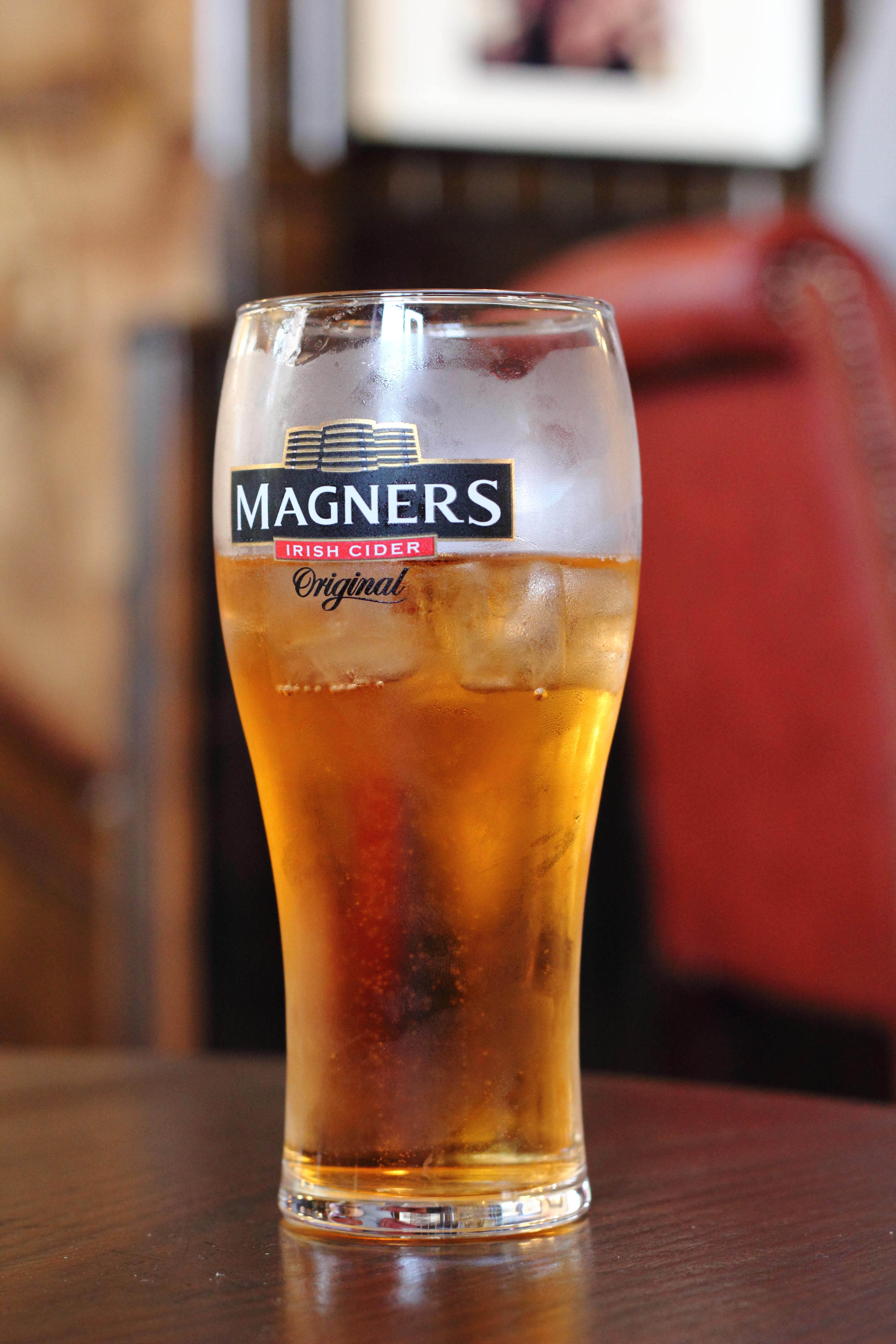
Une pinte de Magners

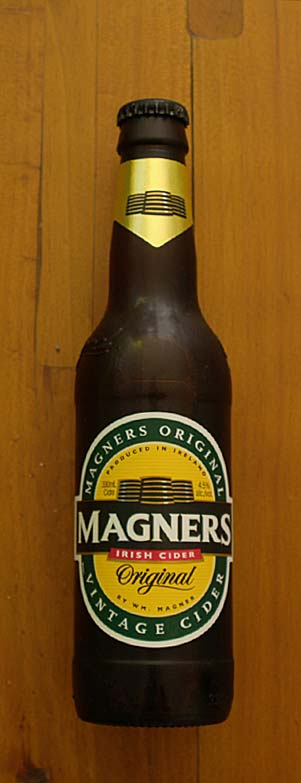
Bouteille 330 mL de cidre Magners

Magners est une marque commerciale de cidre irlandaise, originaire du comté de Tipperary, qui appartient à C&C Group.
Produit à l'origine sous le nom Bulmers, ce cidre est aujourd'hui toujours vendu sous cette marque sur le sol Irlandais uniquement (sous licence de la marque H. P. Bulmer, elle-même propriété du groupe Heineken international), et sous la dénomination Magners dans le reste de l'Europe, pour des raisons de droit des marques. 

## Histoire
En 1935, William Magner achète un verger à Clonmel et commence la production de cidre. En 1946, le cidrier anglais H. P. Bulmer rachète l'activité et la renomme  en Bulmer's Ltd Clonmel.

## Description
La marque Magners peut être trouvée dans toute l'Europe, à la pression ou en bouteille. Plusieurs variétés existent : Original, Light ou Rosé.
Le cidre Magners est fabriqué à partir de 17 variétés de pommes différentes, du sirop de glucose, des colorants et des conservateurs.
La marque a été le sponsor officiel de la Celtic league de 2006-07 à 2010-11.